# Cryptopimpla procul
Cryptopimpla procul är en stekelart som beskrevs av Setsuya Momoi 1970. Cryptopimpla procul ingår i släktet Cryptopimpla och familjen brokparasitsteklar. Inga underarter finns listade i Catalogue of Life.